# About Face

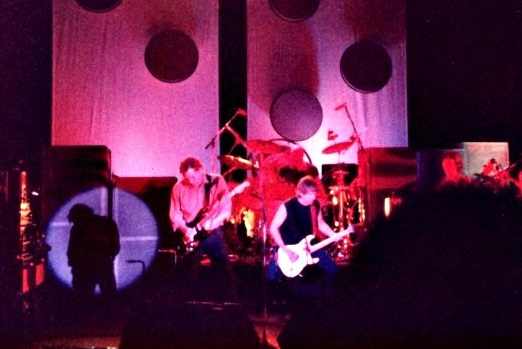
Девід Гілмор на концерті у підтримку альбому «About Face» у Брюсселі 1984 року.

About Face  — другий сольний студійний альбом Девіда Гілмора, що вийшов в березні 1984 року. Альбом досяг 21-ї позиції в США і 32-ий у Великій Британії. 19 квітня 1995 Американська асоціація компаній звукозапису надала альбому золотий статус.

## Про альбом
Альбом був записаний в кінці 1983 року у Франції, в паризькій студії «Pathe — Marconi» зі звукоінженером Ендрю Джексоном. Продюсером разом з Гілмором виступав також канадський музикант і клавішник Боб Езрін. Гілмор розіслав попередньо різним музикантам пропозицію взяти участь у проєкті з демозаписами своїх пісень і зібрав, в підсумку, зірковий склад. Ритм-секцію склали один з найкращих барабанщиків у світі Джефф Поркаро і не менш прославлений басист Піно Палладіно. Джон Лорд (гурт «Deep Purple») зіграв в альбомі на синтезаторі, а Стів Уінвуд (гурти: «The Spencer Davis Group», «Traffic», «Blind Faith») — на органі «Хаммонд» і піаніно, а другі голоси підспівували Вікі Браун, її донька Сем Браун і легендарний Рой Гарпер (той самий, що заспівав «Have a Cigar» в альбомі «Wish You Were Here» — 1975). Майкл Камен, який займався оркестровкою пінкфлойдівської «Стіни», аранжував оркестрове виконання і в «About Face», записавши її з «Національним Філармонічним Оркестром» в студії «Abbey Road».
«Я хотів зробити дійсно хороший альбом,» — говорив в інтерв'ю 1984 року Девід Гілмор. «Я не збирався поспішати в цій справі та хотів зібрати найкращих музикантів у світі. Для початку я вирішив скласти список своїх улюблених музикантів — найкращий ударник, найкращий басист, найкращий клавішник, а потім подивитися, кого з них я зможу роздобути. У цьому списку моїм найкращим ударником виявився Джефф Поркаро, найкращим басистом — Піно Палладіно, а на клавіші прийшов Іен Кьюлі, відомий більше як Рев, і він здорово зіграв велику частину на Хаммонді та фортепіано. Стів Вінвуд був найкращим клавішником в моєму списку, він не зміг грати на всьому альбомі, але я використав його хоч трохи. Він зіграв на органі Хаммонд в Blue Light.» — Девід Гілмор.
Пісня «Murder» (укр. «Вбивство») — це крик відчаю по вбивству Джона Леннона, який все життя надихав Девіда Гілмора. Альбом виділяється сумною і меланхолійною музикою.

## Трекліст
| #     | Назва                                    | Тривалість |
| ----- | ---------------------------------------- | ---------- |
| 1.    | «Until We Sleep»                         | 5:15       |
| 2.    | «Murder»                                 | 4:59       |
| 3.    | «Love on the Air» (Піт Тауншенд)         | 4:19       |
| 4.    | «Blue Light»                             | 4:35       |
| 5.    | «Out of the Blue»                        | 3:35       |
| 6.    | «All Lovers Are Deranged» (Піт Тауншенд) | 3:14       |
| 7.    | «You Know I'm Right»                     | 5:06       |
| 8.    | «Cruise»                                 | 4:40       |
| 9.    | «Let's Get Metaphysical»                 | 4:09       |
| 10.   | «Near the End»                           | 5:36       |
| 45:18 |                                          |            |

## Музиканти
Основна творча група
- Девід Гілмор — гітара, вокал, бас-гітара
- Джефф Поркаро — барабани, перкусія
- Піно Палладіно — бас-гітара
- Ян Кьюлі — Хаммонд орган, фортепіано

Додаткова творча група
- Стів Вінвуд — орган «Хаммонд» («Blue Light»), фортепіано («Love on the Air»)
- Енн Дадлі — синтезатор
- Боб Езрін — клавішні, оркестрове розташування
- Луїш Жардін — перкусія
- Рей Купер — ударні
- Джон Лорд — синтезатор
- Порі Кік — латунь
- Вікі Браун — бек-вокал
- Сем Браун — бек-вокал
- Мікі Фіт — бек-вокал
- Рой Харпер — бек-вокал
- Стів Ранс — програмування
- Національний філармонічний оркестр
- Майкл Камен — оркестрове аранжування

## Концерт на підтримку альбому
На підтримку альбому «About Face» Девід Гілмор дав концертне турне, яке тривало з 31 березня по 16 липня 1984 року, що охоплювало Європу і Північну Америку, протягом гастролей були виконані такі пісні:
1. Until We Sleep
2. All Lovers Are Deranged
3. There's No Way Out of Here
4. Love on the Air
5. Mihalis
6. Cruise
7. Short & Sweet
8. Money
9. Run Like Hell
10. Out of the Blue
11. Let's Get Metaphysical
12. You Know I'm Right
13. Blue Light
14. Murder
15. Near the End
16. Comfortably Numb
17. I Can't Breathe Anymore

## Чарти
Альбом
| Чарт (1984)                    | Позиція |
| ------------------------------ | ------- |
| Німеччина Media Control Charts | 24      |
| Норвегія VG-lista              | 10      |
| Швеція Sverigetopplistan       | 13      |
| Швейцарія Swiss Hitparade      | 15      |
| США Billboard 200              | 32      |

Сингли – Billboard (США)
| Рік  | Сингл                     | Чарт                   | Позиція |
| ---- | ------------------------- | ---------------------- | ------- |
| 1984 | «Blue Light»              | The Billboard Hot 100  | 62      |
| 1984 | «Blue Light»              | Mainstream Rock Tracks | 35      |
| 1984 | «All Lovers Are Deranged» | Mainstream Rock Tracks | 10      |
| 1984 | «Murder»                  | Mainstream Rock Tracks | 11      |